# Interstel
Interstel Corporation, fondé sous le nom de Cygnus (de 1982 à 1986), est un éditeur et un développeur de jeux vidéo basé aux États-Unis.

## Ludographie
- 1985 : Star Fleet I
- 1987 : First Expedition
- 1987 : Empire: Wargame of the Century
- 1988 : Scavengers of the Mutant World
- 1988 : Quizam!
- 1988 : Gone Fish'n
- 1989 : Star Fleet II: Krellan Commander
- 1989 : D.R.A.G.O.N. Force
- 1990 : Earthrise
- 1991 : Armada 2525
- 1991 : Dusk of the Gods (développé par Event Horizon Software)